# Parroquia Nueve de Octubre
La Parroquia Nueve de Octubre  es un distrito de Guayaquil y una parroquia urbana en el cantón de Guayaquil en la provincia ecuatoriana de Guayas. La superficie es de alrededor de 141 hectáreas. La población en 2010 era de 5.747 habitantes.

## Historia
La parroquia Nueve de Octubre, ubicada en el corazón de Guayaquil, es un epicentro de la actividad deportiva y cultural de la ciudad. Su historia está marcada por el surgimiento de destacados deportistas que se formaron en los recintos de la Federación Deportiva del Guayas, como el complejo de piscinas Garay Vallarino y la pista atlética Víctor E. Estrada. Estas instalaciones han sido testigos de los arduos entrenamientos que forjaron a campeones de atletismo, natación y otras disciplinas, quienes llevaron el nombre de Guayaquil a escenarios internacionales.
El nombre de la parroquia conmemora el 9 de octubre de 1820, fecha en que Guayaquil declaró su independencia de la corona española, lo que la convierte en un lugar de gran significado histórico y patriótico para los guayaquileños.

## Límites
La parroquia Nueve de Octubre está delimitada por calles emblemáticas que la conectan con otros sectores importantes de Guayaquil. Al norte, limita con la calle Esmeraldas; al sur, con la Avenida del Ejército; al este, con la Avenida 9 de Octubre, que da nombre a la parroquia; y al oeste, con la calle Hurtado. Estos límites la sitúan en una posición estratégica, donde convergen importantes instituciones deportivas, educativas, culturales y religiosas.

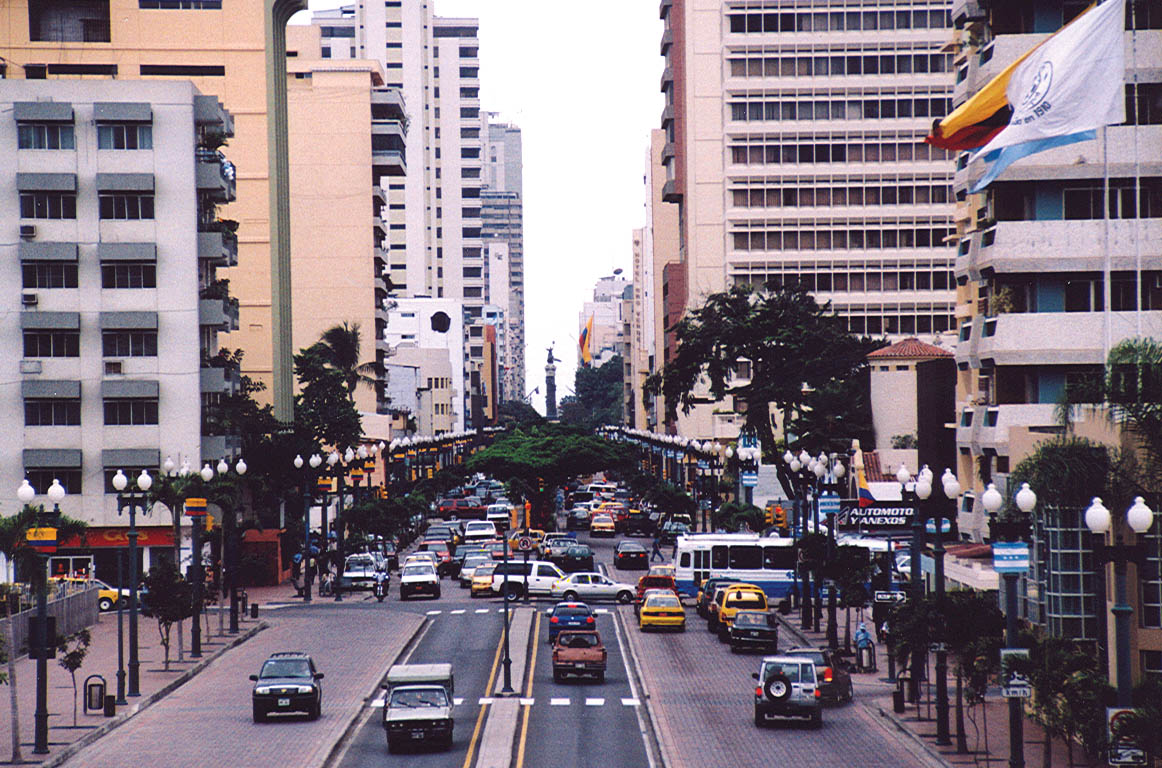
Avenida Nueve de Octubre

## Electores
El número de electores en el área urbana de Guayaquil ha disminuido, según los registros del CNE. La parroquia urbana Nueve de Octubre ha perdido votantes entre 2017 y 2023. En 2017, la parroquia contaba con 14.879 electores, pero para 2023, ese número se redujo a 11.697, lo que representa una disminución del 21,4%.

## Población
La parroquia Nueve de Octubre es un área densamente poblada, habitada por una comunidad diversa y activa. Es un sector que combina la vida residencial con un alto nivel de actividad comercial y cultural. El carácter deportivo de la parroquia ha influido en la vida de sus habitantes, muchos de los cuales han participado en actividades deportivas desde jóvenes. Además, la presencia de centros educativos tradicionales como el colegio Rita Lecumberri, que ha formado a generaciones de ecuatorianos, contribuye a la identidad y al sentido de pertenencia de la comunidad.

## Lugares de Interés
La parroquia Nueve de Octubre alberga varios lugares de interés que la convierten en un punto de referencia en Guayaquil. El complejo de piscinas Garay Vallarino y la pista atlética Víctor E. Estrada son los principales centros de actividad deportiva, donde generaciones de atletas han entrenado y competido. Además, la parroquia cuenta con instituciones culturales como la Alianza Francesa, la escuela de danza Raymond Mauge y el conservatorio Antonio Neumane, que enriquecen la vida cultural de la ciudad.
Entre sus edificios emblemáticos se encuentran la iglesia de Nuestra Señora del Carmen, un importante lugar de culto, y el consulado de Estados Unidos ha sido parte de la parroquia, durante 50 años hasta el 2014. La iglesia de la Victoria y el colegio Rita Lecumberri también son sitios de gran relevancia histórica y social.
Por otro lado, la parroquia es conocida por sus opciones gastronómicas, especialmente los restaurantes que ofrecen ceviches y otras comidas típicas de la región. La combinación de deporte, cultura, religión y gastronomía hace de la parroquia Nueve de Octubre un lugar único y vibrante en Guayaquil.